# شعب القراف (حبيل جبر)

تعديل مصدري - تعديل

شعب القراف هي إحدى قرى عزلة حبيل جبر بمديرية حبيل جبر التابعة لمحافظة لحج، بلغ تعداد سكانها 42 نسمة حسب تعداد اليمن لعام 2004.